# Torlakien
Le torlakien (торлашки) est, selon les linguistes, un dialecte transitionnel entre le serbe et le bulgare, deux langues slaves méridionales. Les linguistes serbes (Aleksandar Belić) le considèrent comme faisant partie du diasystème slave du centre-sud. Les linguistes bulgares (Benjo Tsonev, Stefan Mladenov…) le considèrent comme faisant partie du diasystème slave du sud-est. On le distingue du chtokavien serbo-croate par l'isoglosse « yat Ѣ » issu du vieux-slave et employé aussi en macédonien et en bulgare.
Le torlakien, parlé dans le Nord-Ouest de la Bulgarie notamment dans les régions de Kyoustendil et de Kraishte, ainsi que dans le Sud-Est de la Serbie, dans la région du Pomoravlje et aux alentours de Niš, ne bénéficie pas d'une norme académique propre et recule face au serbe standard en Serbie et face au bulgare standard en Bulgarie.

## Enjeu politique
Au XIXe siècle, un processus de revendication culturelle bulgare a commencé après le soulèvement de Niš et la Bulgarie a toujours considéré les locuteurs du torlakien comme des Bulgares : pour cette raison, la Bulgarie a revendiqué et occupé cette région pendant la Première et la Seconde Guerre mondiale. Pour la Serbie en revanche, dans la partie aval (nord) du bassin de la rivière Morava (appelé Pomoravlje) jusqu'aux environs de Belgrade et dans le nord de l'actuelle République du Kosovo, les habitants sont des Serbes parlant des dialectes « kosovo-réssaviens » (косовско-ресавски говори).

## Galerie

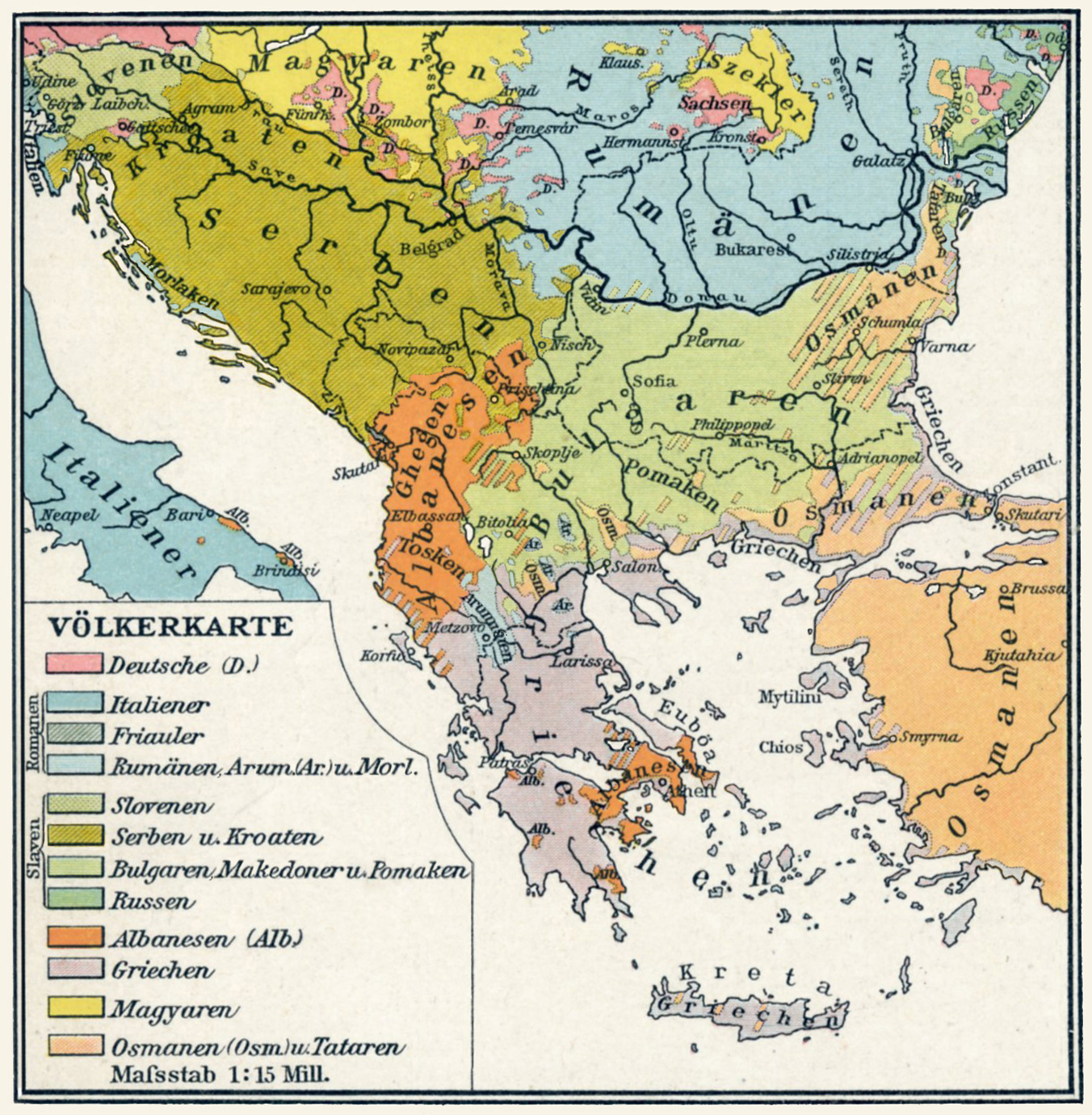
Carte linguistique allemande des Balkans représentant le torlakien comme du bulgare au sud (amont) du bassin de la Morava.
- Origine de la population du royaume de Serbie avant la Première Guerre mondiale : à droite, à l'Est, en rouge, les locuteurs du parler torlakien.
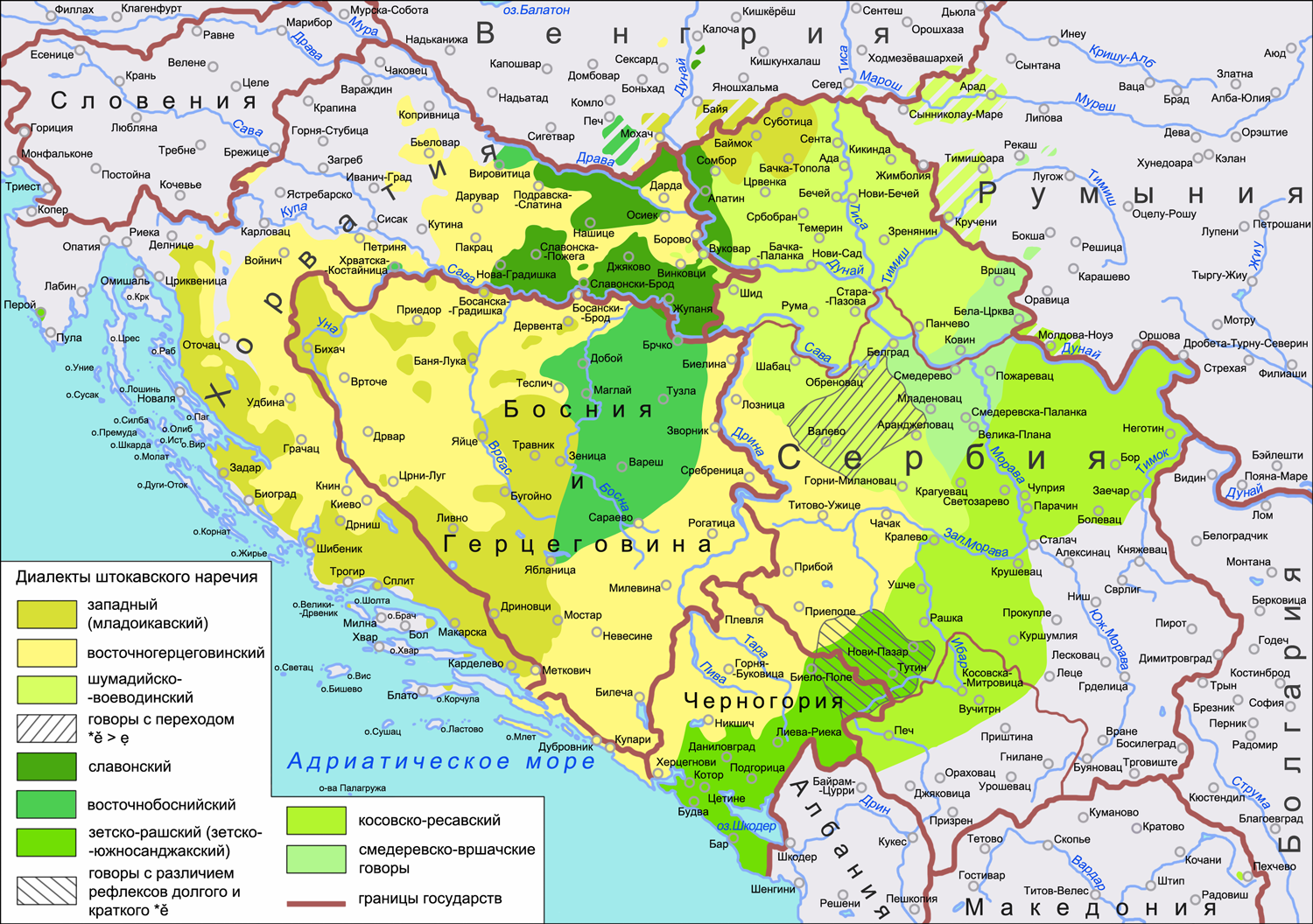
La colonne de gauche et les couleurs indiquent les parlers chtokaviens du serbo-croate. Au Sud-Est, en gris, le torlakien (que les Bulgares considèrent comme du bulgare) n'en fait pas partie.
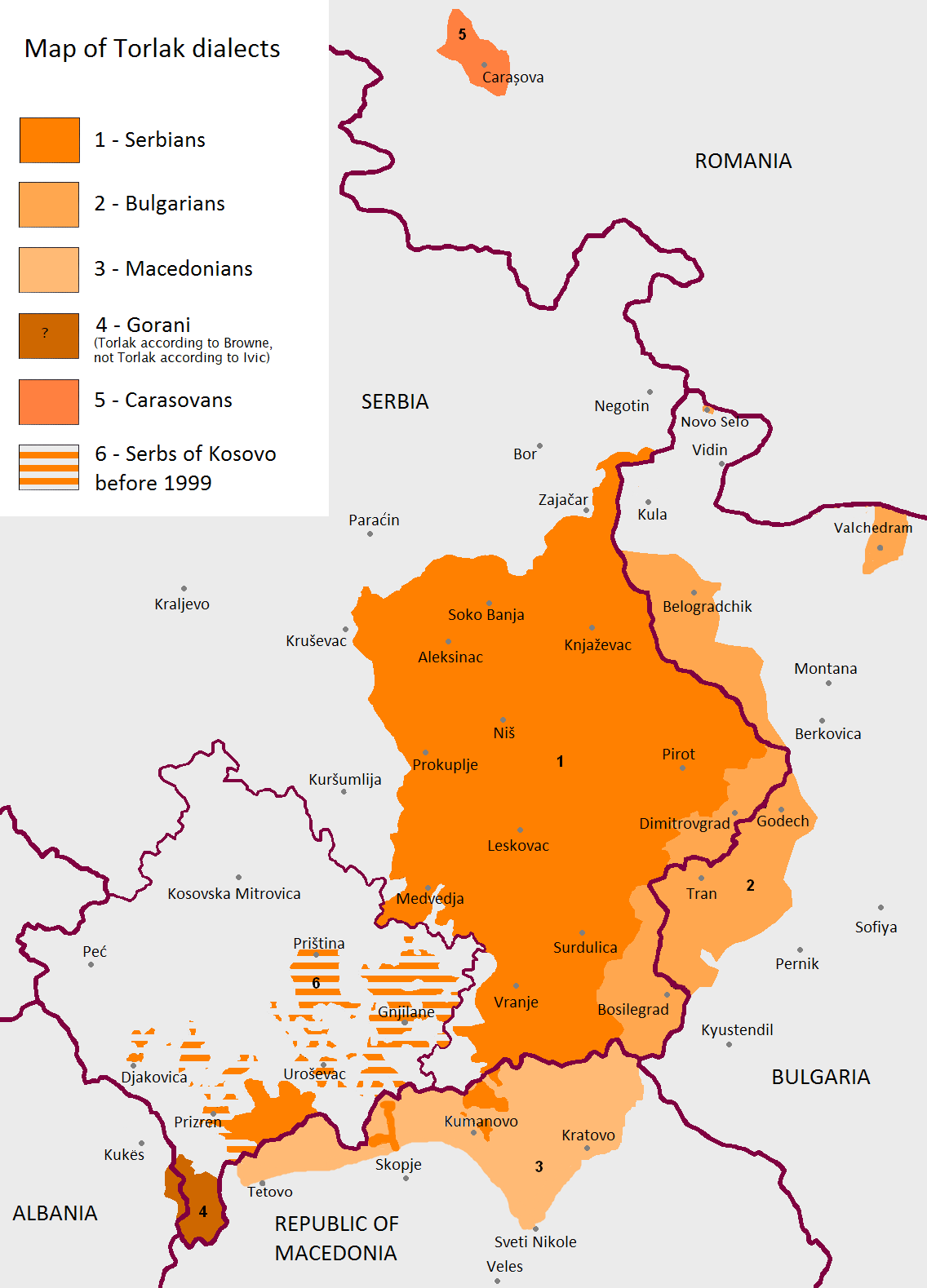
Les parlers torlakiens en Serbie et dans les pays voisins.
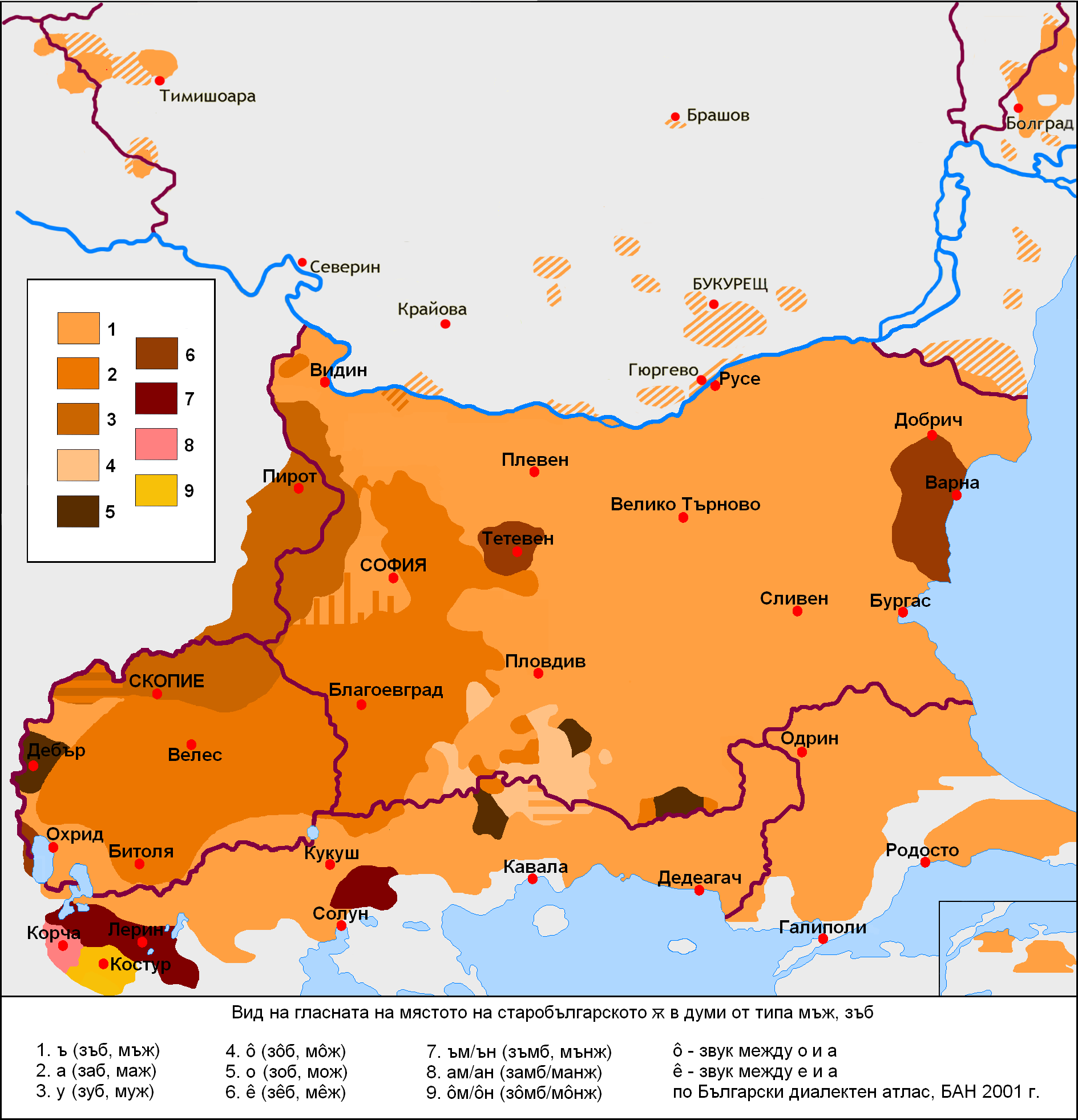
Les parlers torlakiens en Bulgarie (nord-ouest, n° 3) et dans les pays voisins.